# Illa de Portlligat
Illa de Portlligat är en ö i Spanien. Den ligger i den östra delen av landet, 600 km öster om huvudstaden Madrid.